# Chotyně
Chotyně este un sat și comună (obec) în districtul Liberec din regiunea Liberec a Republicii Cehe. Comuna are o suprafață de 9,04 kilometri pătrați și are o populație de 970 de locuitori (în decembrie 2013).

## Istoric
Prima atestare documentară a satului datează din 1381.